# Уна (филм)
Уна је југословенски филм из 1984. године. Режирао га је Милош Радивојевић, а сценарио је написао Небојша Пајкић по истоименом роману Моме Капора.

## Радња
Филм "Уна" је прича о љубавној вези студенткиње Уне Војводић и професора Мишела Бабића који је од ње старији 24 године.
Један романтични интервју намењен читаоцима студентског листа мења живот студенткиње Уне и угледног професора. Она је лепа и интелигентна али недорасла компликованим односима у које је упала а професор је човек чија су предавања о масовним медијима најслушанија на факултету, али његове тезе не наилазе на одобравање бирократских кругова на универзитету.
Продекан факултета сплетком успева да Уну увуче у игру са професором. Тако се један безазлен интервју претвара у досије животних, философских и идеолошких ставова контроверзног професора, а затим у злонамерни извештај о његовом животу, понашању, деловању и кретању...

## Улоге
| Глумац             | Улога                 |
| ------------------ | --------------------- |
| Соња Савић         | Уна                   |
| Раде Шербеџија     | Професор Мишел Бабић  |
| Милена Дравић      | Миња, Мишелова жена   |
| Петар Краљ         | Продекан              |
| Душан Јанићијевић  | Унин отац             |
| Светислав Гонцић   | Горан                 |
| Миодраг Јаковљевић | Врана                 |
| Предраг Милинковић | власник књижаре       |
| Драгољуб Војнов    | Друг Предраг Петровић |
| Изабел Инес Маден  | Светлана              |
| Љиљана Јанковић    | Секретарица продекана |
| Мирјана Николић    | Радница из књижаре    |
| Станко Шарац       |                       |
| Павле Богатинчевић |                       |